# Futbol'nyj Klub Torpedo Moskva 2012-2013
Questa voce raccoglie le informazioni riguardanti il Futbol'nyj Klub Torpedo Moskva nelle competizioni ufficiali della stagione 2012-2013.

## Stagione
La squadra finì la stagione di PFN Ligi in quattordicesima posizione.

## Rosa
| N. |                       | Ruolo | Calciatore          |
| -- | --------------------- | ----- | ------------------- |
| 2  | Slovacchia (bandiera) | D     | Lukas Tesak         |
| 3  | Russia (bandiera)     | D     | Mikhail Mishchenko  |
| 4  | Russia (bandiera)     | D     | Artem Samsonov      |
| 5  | Russia (bandiera)     | D     | Ivan Knyazev        |
| 6  | Ucraina (bandiera)    | D     | Vitaliy Shumeyko    |
| 7  | Russia (bandiera)     | C     | Denis Boyarintsev   |
| 8  | Russia (bandiera)     | C     | Denis Bolshakov     |
| 9  | Lettonia (bandiera)   | A     | Edgars Gauracs      |
| 11 | Russia (bandiera)     | A     | Nikita Bezlikhotnov |
| 12 | Russia (bandiera)     | D     | Aleksandr Tsybikov  |
| 13 | Russia (bandiera)     | D     | Vladimir Ponomarëv  |
| 14 | Russia (bandiera)     | D     | Aleksey Epifanov    |
| 15 | Russia (bandiera)     | D     | Anton Rudakov       |
| 20 | Russia (bandiera)     | C     | Vadim Steklov       |
| 21 | Russia (bandiera)     | C     | Denis Voynov        |
| 22 | Russia (bandiera)     | P     | Andrey Lunev        |
| 25 | Russia (bandiera)     | D     | Ivan Novoseltsev    |
| 28 | Russia (bandiera)     | A     | Dmitri Kortava      |
| 29 | Lituania (bandiera)   | A     | Tadas Labukas       |

| N. |                     | Ruolo | Calciatore         |
| -- | ------------------- | ----- | ------------------ |
| 30 | Russia (bandiera)   | D     | Sergey Efimov      |
| 37 | Russia (bandiera)   | D     | Artem Molodtsov    |
| 50 | Russia (bandiera)   | C     | Vladimir Tatarchuk |
| 55 | Lituania (bandiera) | P     | Saulius Klevinskas |
| 56 | Russia (bandiera)   | P     | Aleksandr Dovbnya  |
| 63 | Russia (bandiera)   | C     | Nail Zamaliev      |
| 77 | Russia (bandiera)   | A     | Vladimir Obukhov   |
| 87 | Ucraina (bandiera)  | A     | Denys Skepskyi     |
| 89 | Russia (bandiera)   | C     | Yuriy Gazinskiy    |
| 92 | Russia (bandiera)   | C     | Vladimir Taranov   |
| 94 | Russia (bandiera)   | A     | Valentin Fomichev  |
| 99 | Canada (bandiera)   | C     | Joseph Di Chiara   |
| -  | Russia (bandiera)   | D     | Dmitri N. Smirnov  |
| -  | Russia (bandiera)   | C     | Evgeni Andreev     |
| -  | Russia (bandiera)   | C     | Ivan Rodin         |
| -  | Russia (bandiera)   | C     | Maksim Fedorov     |
| -  | Russia (bandiera)   | A     | Andrej Kozlov      |
| -  | Russia (bandiera)   | A     | Valeriy Klimov     |

## Risultati

### Campionato
| Arbitro: | German Kravchenko |

|                               |           |                   |
| Konstantin Zimulka 39’ (aut.) | Marcatori | 78’ Andrey Gatsko |

| Arbitro: | Sergej Ivanov |

|                                                            |           |  |
| Aleksandr Vasiljev 37’ Vitali Galysh 77’ Vitali Galysh 83’ | Marcatori |  |

| Arbitro: | Igor Nizovtsev |

|                                                |           |  |
| Igor Portnyagin 56’ Igor Portnyagin 60’ (rig.) | Marcatori |  |

| Arbitro: | Vladimir Moskalev |

|                     |           |  |
| Yuriy Gazinskiy 54’ | Marcatori |  |

| Arbitro: | Sergey Lapochkin |

|                                                                  |           |  |
| Adessoye Oyewole 28’ Gerson Acevedo 90'+1’ Denis Tumasyan 90'+4’ | Marcatori |  |

| Mosca 17 agosto 2012, ore 16:00 7ª giornata | Torpedo Mosca    | 0 – 0 referto | Enisej | Luzhniki Stadium (2.500 spett.)\| Arbitro: \| Sergey Kostevich \| |
| Arbitro:                                    | Sergey Kostevich |               |        |                                                                   |

| Arbitro: | Mikhail Belov |

|                         |           |                                                             |
| Vyacheslav Kirillov 76’ | Marcatori | 38’ Vitaliy Shumeyko 48’ Edgars Gauracs 52’ Yuriy Gazinskiy |

| Mosca 28 agosto 2012, ore 18:00 9ª giornata | Torpedo Mosca   | 0 – 0 referto | SKA-Ėnergija | Luzhniki Stadium (2.000 spett.)\| Arbitro: \| Vitali Rushakov \| |
| Arbitro:                                    | Vitali Rushakov |               |              |                                                                  |

| Arbitro: | Vitali Anisimov |

|                                               |           |               |
| Igor Koronov 46’ Marat Shogenov 90'+9’ (rig.) | Marcatori | 5’ Ivan Rodin |

| Arbitro: | Mikhail Vilkov |

|                       |           |  |
| Denis Boyarintsev 75’ | Marcatori |  |

| Mosca 17 settembre 2012, ore 17:30 12ª giornata | Torpedo Mosca   | 0 – 0 referto | Volgar' Astrachan' | Luzhniki Stadium (1.700 spett.)\| Arbitro: \| Sergej Kuznecov \| |
| Arbitro:                                        | Sergej Kuznecov |               |                    |                                                                  |

| Arbitro: | Anton Anopa |

|                       |           |                         |
| Amir Bazhev 8’ (rig.) | Marcatori | 64’ Nikita Bezlikhotnov |

| Mosca 1º ottobre 2012, ore 18:00 14ª giornata | Torpedo Mosca      | 0 – 0 referto | Rotor | Luzhniki Stadium (x spett.)\| Arbitro: \| Vladimir Seldyakov \| |
| Arbitro:                                      | Vladimir Seldyakov |               |       |                                                                 |

| Arbitro: | Kirill Levnikov |

|                                   |           |                      |
| Anton Khazov 48’ Anton Khazov 71’ | Marcatori | 26’ Ivan Novoseltsev |

| Arbitro: | Vasili Miroshnichenko |

|                    |           |                     |
| Dmitri Kortava 62’ | Marcatori | 51’ Robertas Poskus |

| Arbitro: | Vladimir Rogulev |

|                                       |           |                                                                                                   |
| Mikhail Komkov 49’ Artem Voronkin 57’ | Marcatori | 9’ (rig.) Nikita Bezlikhotnov 15’ Vadim Steklov 59’ Vladimir Ponomarëv 90'+3’ Nikita Bezlikhotnov |

| Arbitro: | Sergey Smirnov |

|                                               |           |                                           |
| Nikita Bezlikhotnov 43’ (rig.) Ivan Rodin 83’ | Marcatori | 32’ Mikhail Markosov 59’ Mikhail Markosov |

| Arbitro: | Denis Shpilev |

|                                       |           |                                                                |
| Nikita Bezlikhotnov 2’ Ivan Rodin 56’ | Marcatori | 4’ (rig.) Igor Portnyagin 66’ Georgi Nurov 82’ Igor Portnyagin |

| Arbitro: | German Kravchenko |

|                                                                               |           |                                             |
| Aleksandr Alkhazov 67’ Aleksandr Alkhazov 83’ (rig.) Kostyantyn Dudchenko 90’ | Marcatori | 29’ Yuriy Gazinskiy 40’ Nikita Bezlikhotnov |

| Arbitro: | Lasha Verulidze |

|                                   |           |                                                            |
| Lukas Tesak 1’ Edgars Gauracs 43’ | Marcatori | 4’ Anton Kobyalko 45’ Spartak Gogniev 78’ Aleksey Revyakin |

| Krasnojarsk 12 marzo 2013, ore 12:00 23ª giornata | Enisej          | 0 – 0 referto | Torpedo Mosca | Stadio Centrale (2.100 spett.)\| Arbitro: \| Kirill Levnikov \| |
| Arbitro:                                          | Kirill Levnikov |               |               |                                                                 |

| Arbitro: | Sergej Ivanov |

|                     |           |                            |
| Denis Bolshakov 73’ | Marcatori | 90'+3’ Vyacheslav Kirillov |

| Arbitro: | Vladimir Kazmenko |

|                      |           |                         |
| Evgeniy Lutsenko 31’ | Marcatori | 37’ Nikita Bezlikhotnov |

| Arbitro: | Sergey Kulikov |

|                    |           |                      |
| Denys Skepskyi 82’ | Marcatori | 48’ Aleksey Medvedev |

| Arbitro: | Vitali Rushakov |

|                    |           |  |
| Maksim Andreev 44’ | Marcatori |  |

| Arbitro: | Vasili Miroshnichenko |

|  |           |                  |
|  | Marcatori | 80’ Denis Voynov |

| Arbitro: | Mikhail Vilkov |

|  |           |                  |
|  | Marcatori | 61’ Vadim Afonin |

| Volgograd 29 aprile 2013, ore 17:00 30ª giornata | Rotor          | 0 – 0 referto | Torpedo Mosca | Stadio Zenit (7.500 spett.)\| Arbitro: \| Sergey Smirnov \| |
| Arbitro:                                         | Sergey Smirnov |               |               |                                                             |

| Arbitro: | Mikhail Belov |

|                   |           |  |
| Sergey Efimov 12’ | Marcatori |  |

| Arbitro: | Vladimir Seldyakov |

|                    |           |                       |
| Maksim Zhitnev 54’ | Marcatori | 90'+3’ Edgars Gauracs |

| Mosca 20 maggio 2013, ore 17:00 33ª giornata | Torpedo Mosca  | 0 – 0 referto | Chimki | Luzhniki Stadium (3.000 spett.)\| Arbitro: \| Igor Nizovtsev \| |
| Arbitro:                                     | Igor Nizovtsev |               |        |                                                                 |

| Arbitro: | Lasha Verulidze |

|                                                                   |           |                        |
| Maksim Vasiljev 27’ Konstantin Zimulka 53’ Aleksejs Visnakovs 70’ | Marcatori | 90'+1’ Artem Molodtsov |

### Coppa di Russia
| Arbitro: | Denis Shpilev |

|  |           |               |
|  | Marcatori | 7’ Ivan Rodin |

| Arbitro: | Timur Arslanbekov |

|                       |           |                                       |
| Denis Boyarintsev 50’ | Marcatori | 18’ Vladimir Rykov 32’ Vladimir Rykov |